# Histoire de la neurologie
L'histoire de la neurologie est une branche de l'histoire de la médecine et des neurosciences qui étudie le développement des connaissances dans le domaine des maladies du système nerveux. Celles-ci remontent aux temps préhistoriques, mais la neurologie en tant que spécialité médicale académique ne s'individualise que progressivement à partir du XVIe siècle. Purement observationnelle à ses débuts, la neurologie progressa parallèlement à l'approche systématique du système nerveux permise par la neuroanatomie et la neurophysiologie.

## Les connaissances de l'Antiquité

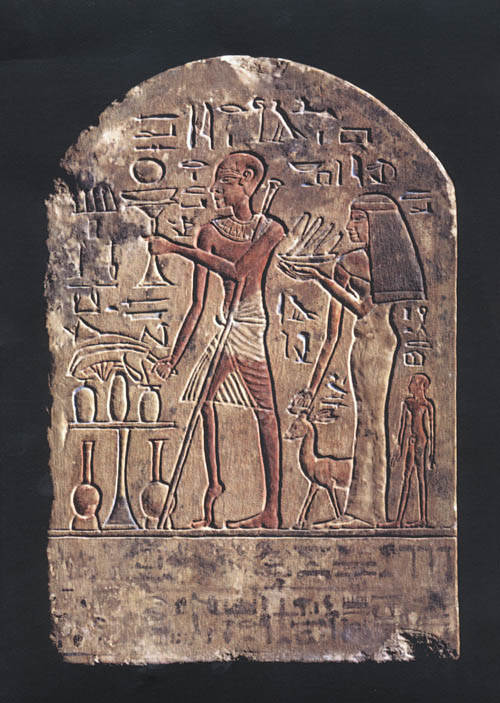
Stèle égyptienne représentant une victime de poliomyélite, XVIIIe dynastie (1403-1365 avant Jésus Christ).

Un traité égyptien  de chirurgie traumatique, le papyrus Edwin Smith, décrit diverses lésions dont certaines concernent le système nerveux et propose des traitements de ces blessures. On y trouve notamment des descriptions des méninges, de la surface extérieure du cerveau, du liquide cérébrospinal et des pulsations intracrâniennes. Il est également remarqué que certaines fonctions de l'organisme peuvent être altérées par des lésions du cerveau ou de la colonne cervicale. On peut aussi reconnaitre, sur certaines pierres gravées, des personnages atteints d'amyotrophie ou marchant à l'aide de cannes, ce qui suggère qu'ils souffraient de séquelles de polio.

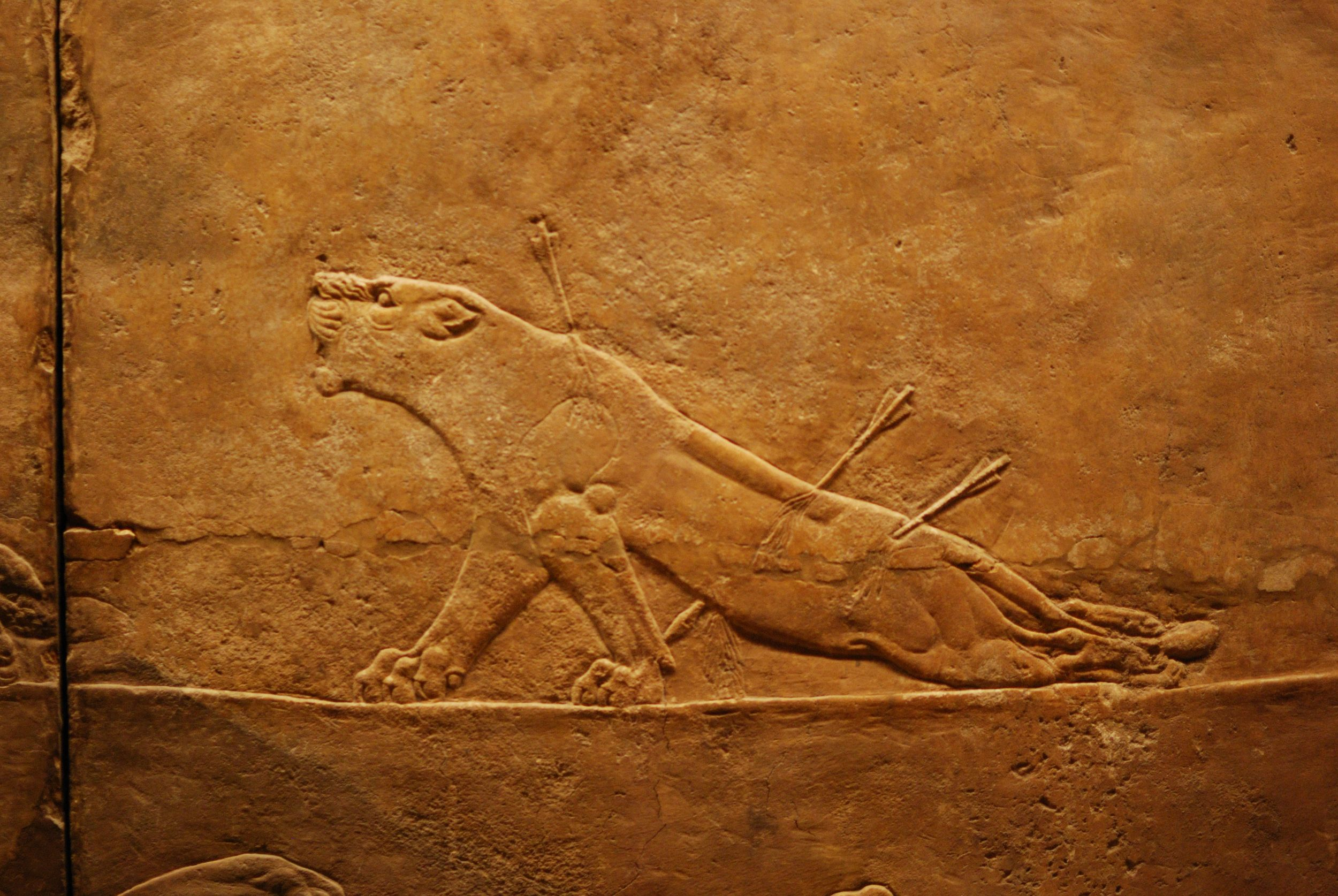
Bas-relief assyrien représentant une paralysie du train postérieur chez une lionne blessée à la moelle épinière. British Museum, salle 10.

On trouve d'autres exemples très anciens d'observations de phénomènes neurologiques. Un bas-relief assyrien, conservé au British Museum, représente une paraplégie traumatique chez une lionne ayant une flèche plantée dans le dos. Des troubles neurologiques de causes non  traumatiques sont également signalés. Par exemple, dans la médecine de la période védique de l'Inde ancienne, le texte ayurvédique Charaka Samhita parle de l'épilepsie, avec une discussion des symptômes et des traitements possibles. 
En Grèce, Hippocrate sur la base de nombreuses observations est convaincu que l'épilepsie a une cause naturelle et n'est pas un mal sacré.
Les anciens Grecs réalisent les premières dissections du système nerveux. Aristote sans comprendre les fonctions du cerveau, décrit les méninges et fait la distinction entre cerveau et cervelet. À Rome, Galien effectue chez l'animal de nombreuses dissections du système nerveux de plusieurs espèces dont le singe. Il découvre de manière fortuite l'importance des nerfs laryngés récurrents : au cours d'une expérience de vivisection destinée à étudier les nerfs de la respiration il sectionne accidentellement les nerfs récurrents. Immédiatement l'animal cesse de crier tout en continuant à se débattre. Galien répète ensuite la même expérience sur différentes espèces, chiens, chèvres, ours, lions, vaches et singes, avec les mêmes résultats à chaque fois. Pour faire connaître largement ce fait nouveau, Galien renouvelle l'expérience à Rome, opérant sur deux porcs, face à un large public. Il commente ainsi ses résultats : il y a une paire [de nerfs] semblables à des cheveux dans les muscles du larynx à la fois à gauche et à droite, qui s'ils sont ligaturés ou coupés rendent l'animal aphone, sans menacer ni sa vie ni ses activités fonctionnelles.

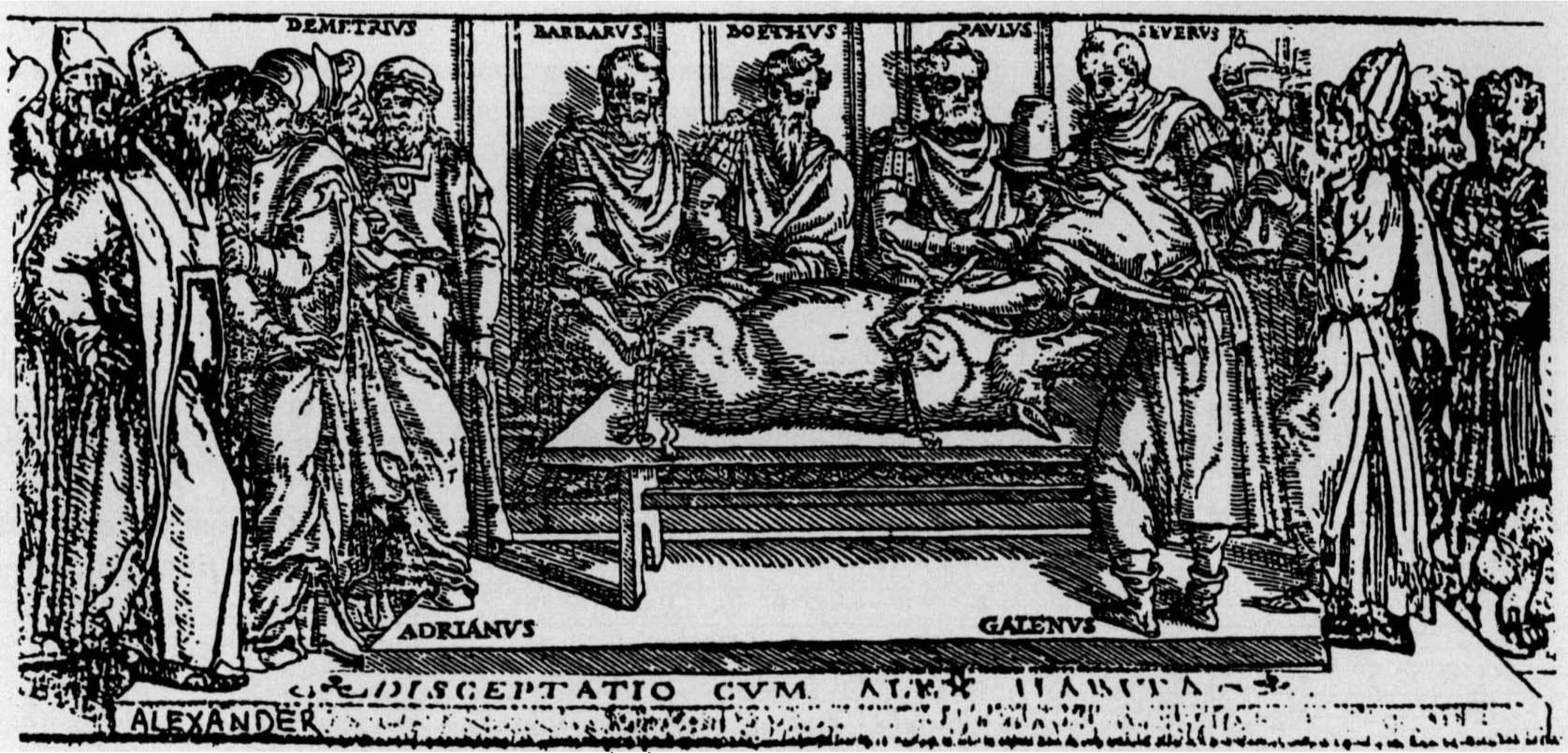
Galien faisant une démonstration publique sur le nerf laryngé récurrent.

## Les développements ultérieurs: la neuroanatomie
Comme dans la plupart des autres sciences, les premiers véritables progrès de la neurologie après les Grecs ont lieu à la Renaissance. Avec l'invention de l'imprimerie la publication de manuels d'anatomie permet la diffusion des connaissances. Un des premiers exemples est le Compendium Philosophiae Naturalis de Johann Peyligk publié à Leipzig en 1499. Ce travail contient onze gravures sur bois, représentant la dure-mère, la pie-mère et le système ventriculaire.
Une révolution a lieu à la fois en anatomie et en neurologie quand André Vésale publie son De humani corporis fabrica en 1543. Ce livre est illustré d'images  détaillées montrant les ventricules, les nerfs crâniens, l'hypophyse, les méninges, les structures de l'œil, les vaisseaux du cerveau et de la moelle épinière, et les nerfs périphériques. Vésale démontre l'inexistence de structures que l'on croyait présentes dans le cerveau humain depuis les écrits de Galien, comme le rete mirabile. Les dissections de Galien ne concernaient en effet que des animaux et l'on sait que ce rete mirabile n'est bien développé que chez les ongulés. Par ailleurs Vésale, contrairement à beaucoup de ses contemporains, ne pensait pas que le système ventriculaire est le siège de fonctions cérébrales, faisant valoir que de nombreux animaux ont des ventricules cérébraux semblables à ceux de l'homme, sans posséder pour autant de véritable intelligence. Il semble qu'il ait rarement extrait le cerveau du crâne avant de le découper, et la plupart de ses planches font apparaître le cerveau à l'intérieur d'une section de tête entière.

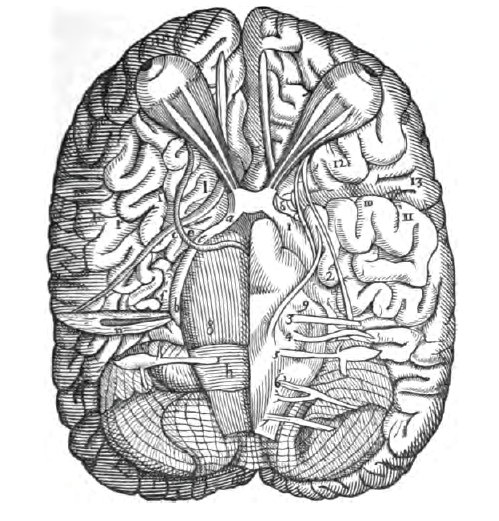
Illustration de De nervis opticis (1573) de Constant Varole.

En 1573, Costanzo Varolio, professeur d'anatomie à Bologne, est le premier à représenter le pont dans son ouvrage intitulé De nervis opticis. À la même époque un autre anatomiste, Bartolomeo Eustachi est l’auteur de gravures sur cuivre du système nerveux d’une grande précision, qui ne seront redécouvertes qu’au XVIIIe siècle.
En 1664, Thomas Willis publie son Anatomie du cerveau (Anatomy of the Brain), puis en 1676 sa Pathologie cérébrale (Cerebral Pathology) qui pose les fondations de la neuropathologie. En retirant  le cerveau de la boîte crânienne il parvient à décrire avec clarté le cercle des artères qui assurent la vascularisation de cet organe. C'est ainsi qu'il laissera son nom au cercle (ou polygone) de Willis. Cet auteur fut le premier à se servir du mot « neurologie ». Il émet quelques idées sur les localisations des fonctions cérébrales et sur les réflexes. Il décrit des cas d'épilepsie, d'apoplexie, de paralysie et de myasthénie.
Le pas suivant dans la compréhension des maladies neurologiques fut effectué grâce aux illustrations en couleurs des premiers anatomopathologistes, rendues possibles grâce aux progrès des techniques d'impression. Matthew Baillie (1761-1823) en 1799 et Jean Cruveilhier (1791-1874) en 1829 ont notamment publié des images de ramollissements cérébraux.

## La neuroanatomie microscopique et la neurophysiologie
Ce n'est que lorsque les cellules furent identifiées au microscope qu'il fut possible de progresser au-delà des simples constats anatomiques. J.E. Purkinje (1787-1869) est le premier, en 1837, à visualiser les cellules du système nerveux. Plus tard Golgi et Cajal colorent les branches ramifiées de ces cellules ce qui permet d'établir leurs limites et leurs points de contacts. En 1891 Heinrich Wilhelm Waldeyer propose de désigner les cellules nerveuses par le terme de neurone : avec Cajal il postule la théorie du neurone qui fait de ce dernier l'unité fonctionnelle de base du tissu nerveux, considéré dès lors comme un réseau de neurones interconnectés.
Le cerveau avait ainsi révélé sa structure sans toutefois qu'il soit possible de localiser ses différentes fonctions. Le philosophe René Descartes (1596-1650) avait émis l'hypothèse que toute activité animale est la réaction nécessaire à certaines stimulations externes, le lien entre stimulus et réponse se faisant à travers un chemin nerveux précis. Luigi Galvani (1737-1798) démontre que la stimulation électrique d'un nerf produit la contraction musculaire. Les travaux simultanés de Charles Bell (1774-1842) et de François Magendie (1783-1855) conduisent à l'idée que la corne ventrale de la moelle épinière est motrice et la corne dorsale sensitive. Un patient hémiplégique privé de la parole conduit Paul Broca (1824-1880) à l'idée que les fonctions du cortex cérébral sont localisées anatomiquement. Ivan Pavlov (1849 - 1936) montre avec ses chiens que des réflexes simples peuvent être modifiés par l'activité des centres supérieurs du cerveau. Le neurophysiologiste Sir Charles Scott Sherrington (1857-1952), approfondit ces idées nouvelles et en fait une synthèse.

## Les progrès du diagnostic
Les médecins n'ont pu utiliser en pratique ces connaissances nouvelles qu'en concevant des outils et procédures appropriés aux investigations cliniques. Au cours du XIXe siècle apparaissent marteaux à réflexes, ophtalmoscope, et diapason. Les neurologues cliniciens mettent en corrélation leurs constatations avec celles faites après la mort des patients par les neuropathologistes, selon la méthode anatomoclinique prônée notamment par Charcot
À la fin du XIXe siècle, la relation est établie entre accident cérébrovasculaire et hémiplégie, entre traumatisme médullaire et paraplégie, entre le spirochète de la syphilis et la paralysie générale de personnes qui remplissent les hôpitaux psychiatriques.

## Les progrès de la thérapeutique: la neurochirurgie
En 1878, William MacEwen (1848-1924) réussit la première ablation d'un méningiome chez un patient qui survit plusieurs années à l'intervention. le Britannique Victor Horsley (1857-1916) renouvelle l'opération cinq ans plus tard.  Peu après le chirurgien américain Harvey Cushing (1869-1939) réalise l'exérèse d'un adénome hypophysaire chez un patient atteint d'acromégalie : le traitement neurochirurgical des hyperfonctions de l'hypophyse a été l'une des étapes majeures de la neurochirurgie. Egas Moniz (1874-1955) au Portugal réalise la première artériographie cérébrale et met au point la lobotomie frontale dans le traitement de certains cas psychiatriques graves.